# Левчук Дмитро
Левчук Дмитро (1900—1977) — український публіцист, журналіст. Псевдоніми — Дмитро Гирський, Дмитро Болотюк.

## З біографії
Народ. 28 травня 1900 р. в селі Болота на Кобринщині в багатодітній родині. Навчався у Кобрині, потім у Саратовській губернії, куди була вивезена родина в роки Першої світової війни. Закінчив юридичний факультет Київського університету, працював адвокатом. У роки Другої світової війни був мобілізований до війська, поранений. Повернувся до Києва під час німецької окупації. У 1943 р. перебрався до Львова, потім до Братислави, згодом до Німеччини.
У 1951 р. виїхав до США. Спочатку заробляв фізичною працею. Друкувався у «Визвольному шляху» (Лондон), щоденнику «Америка», двотижневику «Батьківщина» (Торонто); був членом дирекції Інституту В. Липинського. 18 липня 1977 р. помер після автомобільної катастрофи.

## Твори
- Гирський Д. Дивні способи виправдання антидержавної політики. — Торонто: Батьківщина, 1973. — 182 с.